# (8888) Tartaglia
(8888) Tartaglia ist ein Asteroid des Hauptgürtels, der am 8. Juli 1994 vom belgischen Astronomen Eric Walter Elst am Observatoire de Calern (Sternwarten-Code 010) nördlich der Stadt Grasse im Süden Frankreichs entdeckt wurde.
Der Asteroid ist nach dem Mathematiker der Renaissance Niccolò Tartaglia (1499–1557) benannt, der durch seine Beiträge zur Lösung der kubischen Gleichung bekannt ist.